# HAS1
HAS1（透明质酸合酶1）是一个人类基因 HAS1 编码的蛋白质，能合成玻尿酸（也称作透明质酸，Hyaluronic acid，是一种多糖），EC编号2.4.1.212，位于人类第19号染色体。